# Heliamphora

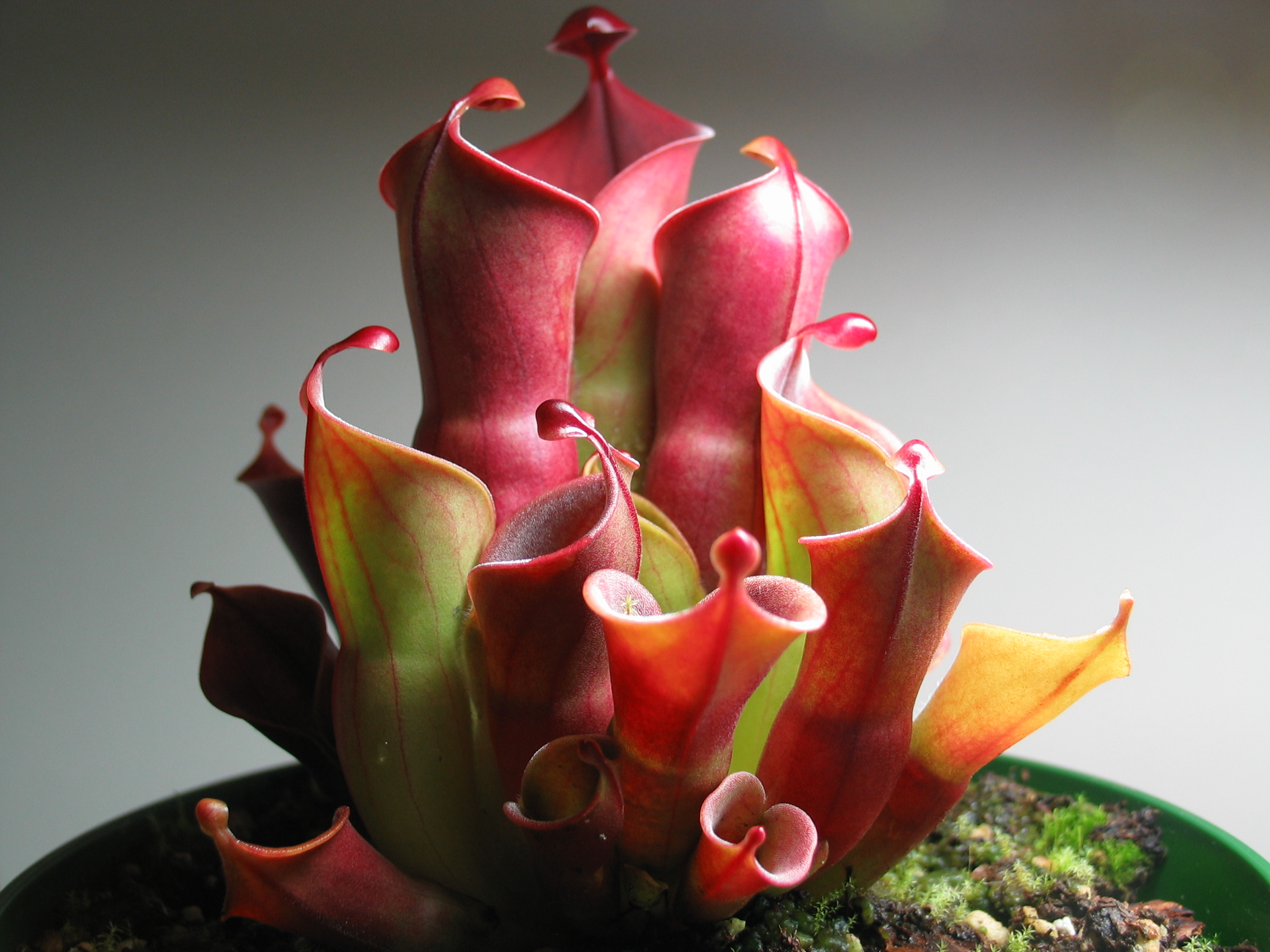
Heliamphora minor var minor

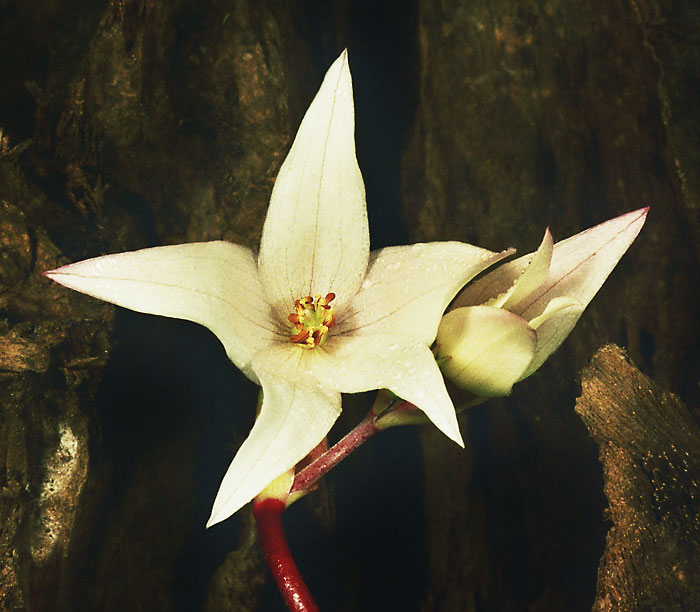
Flor de H. pulchella

Heliamphora (del griego: helos "pantano" y amphoreus "ánfora") es un género de plantas carnívoras tipo jarra de la familia Sarraceniaceae, endémicas de Venezuela, que contiene 23 especies. Las especies en el género Heliamphora son plantas carnívoras que tienen hojas modificadas que se fusionan de forma tubular. Han desarrollado mecanismos para evitar el tubo se llene por completo con el agua de lluvia, a la vez que atraer, capturar y matar insectos. Al menos una especie H. tatei produce sus propias enzimas proteolíticas que le permiten digerir su presa sin la ayuda de bacterias simbióticas.

## Morfología
Todas las Heliamphora son plantas herbáceas perennes que crecen desde un rizoma subterráneo. H. tatei crece como un arbusto, hasta 1,5 metros de altura, todas las demás especies forman rosetas más bajas. Los rangos de tamaño de hoja van desde unos pocos centímetros (H. minor, H. pulchella) hasta más de un metro (H. ionasi). Heliamphora posee trampas tubulares, formadas por hojas laminadas con bordes fusionados. Las plantas jarra de pantano son inusuales entre las plantas jarra porque que sus tubos carecen de tapas (opérculo). En lugar de ello tienen una pequeña "cuchara de néctar" en la parte superior y posterior de la hoja. Esta estructura similar a una cuchara segrega una sustancia como el néctar, que sirve de señuelo para insectos y pequeños animales. Cada jarra también exhibe una pequeña hendidura en su lado que permite el drenaje del exceso de agua de lluvia, como el rebose  de un lavabo. Esto permite a la planta mantener un nivel máximo de agua dentro de la jarra. La superficie interior de la jarra está cubierta de pelos apuntando hacia abajo para forzar a los insectos al fondo de la jarra.

## Clasificación
El género Heliamphora contiene el mayor número de especies en la familia Sarraceniaceae, taxón en el que se encuentra también el lirio cobra y el género Sarracenia que incluye a las plantas-jarra norteamericanas.
Se reconocen ocho especies de Heliamphora, y se listan abajo. A menos que se indique lo contrario, toda la información y determinación taxonómica proviene de Pitcher Plants of the Americas de Stewart McPherson, publicado en 2007.
| Especies                    | Autoridad                            | Año  | Imagen | Distribución                                 | Distribución altitudinal |
| --------------------------- | ------------------------------------ | ---- | ------ | -------------------------------------------- | ------------------------ |
| Heliamphora chimantensis    | Wistuba, Carow & Harbarth            | 2002 |        | Venezuela                                    | 1900–2100 m s. n. m.     |
| Heliamphora ciliata         | Wistuba, Nerz & A.Fleischm.          | 2009 |        | Venezuela                                    | 900 m                    |
| Heliamphora elongata        | Nerz                                 | 2004 |        | Venezuela                                    | 1800–2600 m              |
| Heliamphora exappendiculata | (Maguire & Steyerm.) Nerz & Wistuba  | 2006 |        | Venezuela                                    | 1700–2100 m              |
| Heliamphora folliculata     | Wistuba, Harbarth & Carow            | 2001 |        | Venezuela                                    | 1700–2100 m              |
| Heliamphora glabra          | (Maguire) Nerz, Wistuba & Hoogenstr. | 2006 |        | zona fronteriza de Brasil, Guyana, Venezuela | 1200–2810 m              |
| Heliamphora heterodoxa      | Steyerm.                             | 1951 |        | Guyana?, Venezuela                           | 1100–2300 m              |
| Heliamphora hispida         | Nerz & Wistuba                       | 2000 |        | entre Brasil y Venezuela                     | 1800–3014 m              |
| Heliamphora huberi          | A.Fleischm., Wistuba & Nerz          | 2009 |        | Venezuela                                    | 1850–2200 m              |
| Heliamphora ionasi          | Maguire                              | 1978 |        | Venezuela                                    | 1800–2150 m              |
| Heliamphora macdonaldae     | Gleason                              | 1931 |        | Venezuela                                    | 1500–2300 m              |
| Heliamphora minor           | Gleason                              | 1939 |        | Venezuela                                    | 1900–2500 m              |
| Heliamphora neblinae        | Maguire                              | 1978 |        | entre Brasil y Venezuela                     | 1750–1850 m              |
| Heliamphora nutans          | Benth.                               | 1840 |        | zona fronteriza de Brasil, Guyana, Venezuela | 1200–2810 m              |
| Heliamphora pulchella       | Wistuba, Carow, Harbarth & Nerz      | 2005 |        | Venezuela                                    | 1700–2400 m              |
| Heliamphora sarracenioides  | Carow, Wistuba & Harbarth            | 2005 |        | Venezuela                                    | 2500–2650 m              |
| Heliamphora tatei           | Gleason                              | 1931 |        | Venezuela                                    | 1700–2400 m              |
| Heliamphora uncinata        | Nerz, Wistuba & A.Fleischm.          | 2009 |        | Venezuela                                    | 1850 m                   |

## Híbridos naturales
Al menos cinco híbridos han sido registrados:
- H. chimantensis × H. pulchella
- H. elongata × H. ionasi
- H. exappendiculata × H. glabra
- H. glabra × H. nutans
- H. hispida involucra a H. tatei y a otras posibles especies aun no descriptas